# Acupalpus indistinctus
Acupalpus indistinctus (лат.) — вид жуков рода Acupalpus из семейства жужелиц. Канада и США. Распространён от Массачусетса (округ Саффолк) до центральной Айовы, включая южную часть Онтарио, на юг до южного Техаса и центральной Флориды; также отмечен из северо-центральной части Мэна.

## Описание
Обитает в низинах: границы озёр, прудов, медленных рек и ручьёв. Открытый грунт; слабо дренированная, влажная, глинистая или илистая почва, покрытая некоторой растительностью. В основном ночные; днём укрываются в норах, вырытых в почве. Сезонность: февраль-август. Встречаются зимующие имаго. Макроптерный: часто летает (на весеннем солнце; в сумерках; на искусственное освещение ночью). Медленный бегун. Вид был впервые описан в 1831 году французским генералом и энтомологом Пьером Франсуа Дежаном (1780—1845).